# أولاد احمد (أولاد عبدون الغربيين)
أولاد أحمد هو دُوَّار يقع بجماعة أولاد عبدون، إقليم خريبكة، جهة بني ملال خنيفرة في المملكة المغربية. ينتمي الدوّار لمشيخة أولاد عبدون الغربيين التي تضم 8 دواوير. يقدر عدد سكانه بـ 818 نسمة حسب الإحصاء الرسمي للسكان والسكنى لسنة 2004.

## روابط خارجية
- البوابة الوطنية للجماعات الترابية
- المندوبية السامية للتخطيط